# Can't Fight The Moonlight
Can't Fight the Moonlight est une chanson de la chanteuse américaine LeAnn Rimes, sortie le 22 août 2000. La chanson est écrite par Diane Warren et composée par Trevor Horn. Le titre est le 1er single extrait de la bande originale du film Coyote Girls, sortie le 1er août 2000.
La chanson est positivement accueillie. Aux États-Unis, la chanson atteint la 1re place au Billboard US Pop, et obtient le même rang en Australie, Belgique, Finlande, Irlande, Pays-Bas, Nouvelle-Zélande, Roumanie, Suède et Royaume-Uni,,,,.

## Parution
Can't Fight The Moonlight est présenté dans la bande originale du film Coyote Girls le 1er août 2000. Il est commercialisé sous format CD single aux États-Unis le 22 août 2000, en même temps que d'autres chansons telles que But I Do Love You. La chanson est ensuite commercialisée sous format maxi-single avec de nombreux remixes de la chanson. Elle est présentée dans la compilation I Need You, en même temps que la version radio edit de Graham Stack en bonus. En 2003, la version radio edit de Graham Stack est incluse dans la bande originale More Music from Coyote Ugly le 28 janvier 2003, et l'album Greatest Hits le 18 novembre 2003. En 2004, la chanson est incluse dans l'album The Best of LeAnn Rimes, et la version radio edit de Graham Stack Radio est parue dans l'édition remixée.

## Vidéoclip
Le vidéoclip montre LeAnn Rimes interprétant la chanson dans le bar Le Coyote, avec les actrices du film.

## Pistes et formats
| - CD single version australienne 1. Can't Fight the Moonlight — 3:35 2. But I Do Love You — 3:20 3. Can't Fight the Moonlight (Graham Stack Radio Edit) — 3:35 4. Can't Fight the Moonlight (Thunderpuss Club Mix) — 8:46 5. Can't Fight The Moonlight (Sharp Club Vocal Mix) — 7:35 6. Can't Fight the Moonlight (Almighty Mix) — 7:52 - CD single version européenne 1. Can't Fight the Moonlight — 3:35 2. But I Do Love You — 3:20 3. Can't Fight the Moonlight (Graham Stack Radio Edit) — 3:35 - CD maxi single version européenne 1. Can't Fight the Moonlight (Latino Mix) — 3:32 2. Can't Fight the Moonlight (Thunderpuss Club Mix) — 8:45 3. Can't Fight the Moonlight (Almighty Radio Edit) — 3:58 4. Can't Fight the Moonlight (Sharp Radio Edit) — 3:38 - Vinyle promotionnel version européenne 1. Can't Fight the Moonlight (Latino Mix) — 3:32 2. Can't Fight the Moonlight (Almighty Mix) — 7:52 3. Can't Fight the Moonlight (Sharp Radio Edit) — 3:38 4. Can't Fight the Moonlight (Original Version) — 3:36 | - Vinyle promotionnel version japonaise 1. Can't Fight the Moonlight (Graham Stack Radio Edit) — 3:35 2. Can't Fight the Moonlight (Original Version) — 3:35 3. Can't Fight the Moonlight (Thunderpuss Radio Edit) — 3:36 4. Can't Fight the Moonlight (Almighty Mix) — 7:52 - Single sur CD/Cassette version américaine 1. Can't Fight the Moonlight — 3:35 2. But I Do Love You — 3:20 - Téléchargement, 1. Can't Fight the Moonlight (Graham Stack Radio Edit) — 3:35 2. Can't Fight the Moonlight (Thunderpuss Radio Edit) — 3:36 3. Can't Fight the Moonlight (Plasmic Honey Radio Edit) — 3:22 4. Can't Fight the Moonlight (Almighty Mix) — 7:49 5. Can't Fight the Moonlight (Sharp Club Vocal Edit) — 5:40 6. Can't Fight the Moonlight (Thunderpuss Club Mix) — 8:46 7. Can't Fight the Moonlight (Plasmic Honey Club Mix Edit) — 6:37 8. Can't Fight the Moonlight (Sharp Pistol Dub) — 5:46 - Single promotionnel américain 1. Can't Fight the Moonlight — 3:35 |

## Accueil
La chanson est positivement accueillie. Aux États-Unis, la chanson atteint la 1re place au Billboard US Pop, et obtient le même rang en Australie, Belgique, Finlande, Irlande, Pays-Bas, Nouvelle-Zélande, Roumanie, Suède et Royaume-Uni,,,,.

## Classements
| Classement (2000–02)              | Meilleure position |
| --------------------------------- | ------------------ |
| Australie                         | 1                  |
| Autriche                          | 8                  |
| Belgique (Flandre)                | 1                  |
| Belgique (Wallonie)               | 3                  |
| Canada                            | 6                  |
| Danemark                          | 3                  |
| Europe                            | 3                  |
| Finlande                          | 1                  |
| France                            | 3                  |
| Allemagne                         | 8                  |
| Hongrie (Rádiós Top 40)           | 18                 |
| Irlande                           | 1                  |
| Italie                            | 2                  |
| Pays-Bas                          | 1                  |
| Nouvelle-Zélande                  | 1                  |
| Norvège                           | 2                  |
| Roumanie                          | 1                  |
| Suède                             | 1                  |
| Suisse                            | 2                  |
| Royaume-Uni                       | 1                  |
| US Billboard Hot 100              | 11                 |
| US Billboard Pop Songs            | 1                  |
| US Billboard Country Songs        | 61                 |
| US Billboard Hot Dance Club Songs | 7                  |
| US Billboard Adult Top 40         | 5                  |
| US Billboard Adult Contemporary   | 5                  |